# Guihulngán
Guihulngán (en cebuano: Gipadulngan) es un ciudad en la provincia de Negros Oriental en Filipinas. De acuerdo con el censo del 2000, tiene una población de 83,448 en 17,733 hogares.

## Barangayes
Guihulngán se divide administrativamente a 33 barangayes.
| - Bakid - Balogo - Banwague - Basak - Binobohan - Buenavista - Bulado - Calambá - Calupaán - Hibaiyo - Hilaitan | - Hinakpan - Humayhumay - Imelda - Kagawasan - Linantuyan - Luz - Mabunga - McKinley - Nagsaha - Magsaysay - Malusay | - Mani-ak - Padre Zamora - Plagatasanon - Planas - Población - Sandayao - Tacpao - Tinayunan Beach - Tinayunan Hill - Trinidad - Villegas |